# Vietnamesische Vaterlandsfront
Die Vietnamesische Vaterlandsfront (französisch Front de la Patrie du Viêt Nam, Abkürzung FPV; vietnamesisch Mặt Trận Tổ Quốc Việt Nam)  ist die Dachorganisation der „Massenbewegung“ des Blockparteiensystems in Vietnam mit engen Verflechtungen zur  Kommunistischen Partei und der Regierung.

## Geschichte
Die Vaterlandsfront bildete sich durch die Vereinigung der nordvietnamesischen Front de la Patrie du Nord Viêt Nam sowie der  Vietcong und der Allianz Nationaler, Demokratischer und Friedlicher Kräfte Vietnams im Februar 1977. Weitere Gruppen, die sich an der Bildung der Vaterlandsfront beteiligten, waren der Gewerkschaftsverband (frz. Confédération générale vietnamienne du travail) und die Hồ Chí Minh-Jugend (Ligue de jeunesse Ho Chi Minh).
Die Demokratische Partei Vietnams und die Sozialistische Partei waren bis zu ihrem Verbot 1988 ebenfalls Teil der Vaterlandsfront. Heute sind auch einige offiziell anerkannte religiöse Gruppen, inkl. beispielsweise der katholischen Kirche, Mitglieder in der Vereinigung.

## Tätigkeiten
Die Vaterlandsfront wird von der Regierung selbst als die  „politische Basis der Macht des Volkes“ bezeichnet. Tatsächlich hat sie mit der Begründung der „nationalen Solidarität“ und der „Einheit der Gedanken in politischen und geistlichen Angelegenheiten“ einen großen Einfluss auf die Gesellschaft und wird von Kritikern als ein Bespitzelungssystem betrachtet. Viele der sozialen Regierungsprogramme wurden unter der Führung der Vaterlandsfront umgesetzt. Seit Kurzem beteiligt sie sich an Programmen zur Armutsbekämpfung. Die Front ist des Weiteren verantwortlich für die nationale Religionspolitik und bestimmt, welche religiösen Gruppen offiziell anerkannt werden.
Die Vaterlandsfront darf die Regierung und Regierungsorganisationen beraten. Da sie offiziell auf einer massiven Beteiligung der Bevölkerung basiert, bezeichnet die Regierung die Vaterlandsfront als Vertreter des Volkes, und sowohl Vietnams Verfassung als auch die Gesetze räumen ihr eine besondere Rolle ein. Bei Wahlen erhalten die Kandidaten der Vaterlandsfront in der Regel mehr als 90 Prozent der Stimmen. De facto benötigt ein Kandidat die Erlaubnis der Front, um für Wahlen aufgestellt zu werden. Fast alle Kandidaten werden daher von der Front und ihren Mitgliedern nominiert, es gibt nur wenige unabhängige Kandidaten.

## Politische Führung
Die Vorsitzenden der FPV seit 1977:
1. Hoàng Quốc Việt (1977–1983)
2. Huỳnh Tấn Phát (1983–1988)
3. Nguyễn Hữu Thọ (1988–1994)
4. Lê Quang Đạo (1994–1999)
5. Phạm Thế Duyệt (1999–2008)
6. Huỳnh Đảm (2008–2013)
7. Nguyễn Thiện Nhân (seit 2013)